# Georg Gräner
Georg Gräner (* 20. November 1876 in Berlin; † 30. April 1945 in Potsdam) war ein deutscher Komponist und Musikkritiker.

## Leben
Gräner studierte in Berlin Komposition und Horn. Von 1899 bis 1906 war er als ausübender Musiker und Musikkorrespondent der Vossischen Zeitung in London tätig, danach bis 1914 als Musikreferent. 1920 wechselte er zur Deutschen Musiker-Zeitung, die 1933 einging. Von 1930 bis zu seinem Tod unterrichtete er Harmonielehre und Klavier am Stern’schen Konservatorium (1936 umbenannt in Konservatorium der Reichshauptstadt Berlin).
Als Komponist stand Georg Gräner in der Tradition von Anton Bruckner. Als Publizist zählte er zu den ersten, die sich für die Werke Max Regers einsetzten. Bekannt wurde er auch mit einer 1922 erschienenen Biographie über seinen Cousin Paul Graener, die er allerdings ohne dessen Wissen geschrieben hatte. Paul Graener war darüber unzufrieden; gleichwohl arbeiteten die beiden in der Folgezeit zusammen: Georg Gräner schrieb das Libretto zu Paul Graeners Oper Hanneles Himmelfahrt (1927), nach dem gleichnamigen Stück von Gerhart Hauptmann.
Wie sein Cousin wandte sich auch Georg Gräner dem Nationalsozialismus zu und verfasste propagandistische Artikel wie Deutsche und undeutsche Musik.

## Werke

### Kompositionen
- 12 Weihnachtslieder für Gesang und Klavier (oder Streichquartett)
- Das kommende Reich, Sinfonie für Soli, gemischten Chor, Orchester und Orgel
- Sinfonie Nr. 1 in einem Satz Auferstehung
- Sinfonie Nr. 2 in einem Satz Sinfonia patetica
- Sinfonie Nr. 3
- Ibsengesänge für Bariton und kleines Orchester
- Legende für Kammerorchester
- Variationen für großes Orchester

### Libretto
- Hanneles Himmelfahrt. Oper in 2 Akten (nach dem gleichnamigen Stück von Gerhart Hauptmann). Musik: Paul Graener. UA 17. Februar 1927 Dresden (Staatsoper)